# Республика Коннахт
Ирландская Республика (чаще именуется Республика Коннахт) — ирландское государство, созданное движением «Объединённые ирландцы» в 1798 году на территории провинции Коннахт с французской военной помощью в ходе ирландского восстания 1798 года.
В июне 1798 года в Ирландии вспыхнуло антианглийское восстание. После известия об этом Директория направила военную экспедицию в количестве 1000 солдат во главе с Жаном Юмбером. 22 августа французская экспедиция прибыла в Коннахт, где соединилась с отрядами повстанцев (после чего численность его войск составила по одним данным 2000 человек, а по другим 6000 человек). 27 августа объединённые французско-ирландские силы разгромили британцев под Кастлбаром. Вследствие этого была захвачена северная часть провинции Коннахт и провозглашена Республика Коннахт. Её президентом 31 августа стал Джон Мур. Он сформировал правительство из двенадцати членов. 8 сентября состоялась битва под Баллинамакком, в которой французско-ирландские войска были разгромлены. Это стало причиной падения республики.